# Parachelifer
Genre
Parachelifer est un genre de pseudoscorpions de la famille des Cheliferidae.

## Distribution
Les espèces de ce genre se rencontrent en Amérique.

## Liste des espèces
Selon Pseudoscorpions of the World (version 3.0) :
- Parachelifer approximatus (Banks, 1909)
- Parachelifer archboldi Hoff, 1964
- Parachelifer dominicanus Beier, 1976
- Parachelifer ecuadoricus Beier, 1959
- Parachelifer hubbardi (Banks, 1901)
- Parachelifer lativittatus (Chamberlin, 1923)
- Parachelifer longipalpus Hoff, 1945
- Parachelifer mexicanus Beier, 1932
- Parachelifer monroensis Nelson, 1975
- Parachelifer montanus Chamberlin, 1934
- Parachelifer parvus Muchmore, 1981
- Parachelifer persimilis (Banks, 1909)
- Parachelifer pugifer Beier, 1953
- Parachelifer scabriculus (Simon, 1878)
- Parachelifer sini (Chamberlin, 1923)
- Parachelifer skwarrae Beier, 1933
- Parachelifer superbus Hoff, 1964
- Parachelifer tricuspidatus Beier, 1953
- Parachelifer viduus Beier, 1953

## Publication originale
- Chamberlin, 1932 : A synoptic revision of the generic classification of the chelonethid family Cheliferidae Simon (Arachnida) (continued). Canadian Entomologist, vol. 64, p. 17-21 & 35-39.